# تپه اشح بلی قاباقی
تپه اشح بلی قاباقی مربوط به عصر مفرغ میانی و جدید - عصر آهن - دوره اشکانیان است و در شهرستان گرمی، بخش انگوت، دهستان پایین برزند، روستای برزند واقع شده و این اثر در تاریخ ۱۲ دی ۱۳۸۶ با شمارهٔ ثبت ۲۰۴۱۷ به‌عنوان یکی از آثار ملی ایران به ثبت رسیده است.